# Shwegyin
Shwegyin (o Shwe-gyin o Shwe-Gyin) és una ciutat de Birmània, capital del twonship del mateix nom al districte de Bago, divisió de Bago. Està situada a 17° 55′ 00″ N, 96° 57′ 30″ E / 17.91667°N,96.95833°E a la riba esquerra del riu Sittaung al costat de la confluència amb el riu Shwe-gyin. la població no consta a les estadístiques però les seixanta primeres ciutats del país superen els 40.000 habitants i com que la població del townnship és d'uns 80.000 habitants la ciutat tindria entre 30.000 i 40.000 habitants. El 1881 eren 7.519 i el 1901 eren 7.616 habitants. El 1826 fou ocupada temporalment pels britànics sense trobar resistència. Fou ocupada per segona vegada per una columna britànica que venia de Martaban el 1853, que tampoc va trobar oposició. Va tenir un important campament militar establert després del 1853 per lluitar contra la resistència. Del 1865 al 1895 fou capital del districte de Shwegyin.